# 1616
1616 (MDCXVI) je bilo prestopno leto, ki se je po gregorijanskem koledarju začelo na petek, po 10 dni počasnejšem julijanskem koledarju pa na ponedeljek.

## Dogodki
- 1. januar

## Rojstva
- 23. november - John Wallis, angleški matematik († 1703)

Nezna datum
- Jošikava Koretaru, japonski šintoistični učenjak († 1694)

## Smrti
- 19. marec - Johannes Fabricij, nizozemski astronom (* 1587)
- 23. april - Miguel de Cervantes,  španski pisatelj (* 1547)
- 26. april (jul. k.) / 3. maj (greg. k.) - William Shakespeare, angleški dramatik, pesnik (* 1564)
- 11. oktober - Aleksander Józef Lisowski, poljski plemič in poveljnik zloglasnih  lisovčikov (* okoli 1580)